# جي دي باردو
جورج دانيل باردو أو جي دي باردو (بالإنجليزية: Jorge Daniel "J. D." Pardo)‏ من مواليد 7 سبتمبر 1980. هو ممثل أميريكي ولد بحي بانوراما سيتي، لوس أنجلوس من أب أرجنتيني وأم سلفادورية.

## السيرة المهنية
آخر أدوار جي دي باردو هو مسلسل الخيال العلمي ريفلوشن لهيئة الإذاعة الوطنية، بدور نيت/جيسون، والذي يشارك في بطولته بيلي بيرك. قبل ذلك أشتهر بلعبه دور إدورد اروجو/غوين اروجو في فِلم شبكة لايف تايم يدعى فتاة مثلي: قصة غوين اروجو. أدى باردو أيضًا في السابق أدوار في مسلسل شبكة فوكس التلفزيونية درايف، ومسلسل شبكة سي دبليو التلفزيونية هايدين بلامز. غير أن كلا المسلسلين قد أوقفا بعد الموسم الأول. لعب باردو دور «يونغ سانتياغو» في فلم ذا بيرنينغ بلاين أمام جينيفر لورنس و‌تشارليز ثيرون و‌كيم بايسنجر سنة 2008. كما لعب جي دي دور نهويل نصف مصاص الدماء في الجزء الثاني من بزوغ الفجر. ودور عضو في عصابة مخدرات بفِلم الواشي. كما قام باردو بأداء دور بطولة في مسلسل شبكة سي دبليو التلفزيونية ذا ماسينجيرس الذي عرض خلال 2015.

## جوائز
عام 2007 رُشح باردو «لجائزة الصورة» لفئة أفضل ممثل - عن فِلم فتاة مثلي: قصة غوين اروجو.

## روابط خارجية
- جي دي باردو على موقع IMDb (الإنجليزية)
- جي دي باردو على موقع ميتاكريتيك (الإنجليزية)
- جي دي باردو على موقع قاعدة بيانات الأفلام العربية
- جي دي باردو على موقع ألو سيني (الفرنسية)
- جي دي باردو على موقع قاعدة بيانات الأفلام السويدية (السويدية)
- جي دي باردو على موقع قاعدة بيانات الفيلم (الإنجليزية)